# Alexander Lundin
Alexander Lundin, född 25 oktober 1992, är en svensk fotbollsmålvakt som spelar för Mjällby AIF.

## Karriär

### Mjällby AIF
Lundins moderklubb är Nättraby GoIF, som han lämnade 2009 för Mjällby AIF. Säsongen 2010 var Lundin med som avbytare i en match mot Trelleborgs FF. Han var avbytare i samtliga ligamatcher under säsongerna 2011 och 2012 och var under den perioden andremålvakt bakom Mattias Asper.
Lundin debuterade i Allsvenskan den 5 maj 2013 i en 2–1-förlust mot IF Elfsborg, där han blev inbytt i den 21:a minuten mot Mattias Asper. Han spelade totalt fyra matcher under säsongen 2013, varav två från start.

### Husqvarna FF
I januari 2014 lånades Lundin ut till Husqvarna FF på ett låneavtal över säsongen 2014. Han debuterade den 9 juni 2014 i en 1–0-förlust mot IFK Värnamo. Totalt spelade Lundin åtta ligamatcher säsongen 2014.

### Falkenbergs FF
I januari 2015 värvades Lundin av Falkenbergs FF. Säsongen 2015 var han avbytare i samtliga ligamatcher. Säsongen 2016 spelade Lundin 13 ligamatcher. Han spelade även en match i Svenska cupen mot Varbergs BoIS (1–1).

### Västerås SK
Den 7 mars 2017 värvades Lundin av Västerås SK, där han skrev på ett kontrakt på 1+1 år. Lundin spelade 16 ligamatcher under säsongen 2017.

### Akropolis IF
I april 2018 värvades Lundin av Akropolis IF.

### IF Brommapojkarna
Den 5 mars 2020 värvades Lundin av IF Brommapojkarna. Efter säsongen 2022 fick han inte förlängt kontrakt och lämnade klubben.

### Mjällby AIF
Den 14 december 2022 återvände Lundin till Mjällby AIF, där han skrev på ett kontrakt fram till 15 juli 2023. I oktober 2023 förlängde Lundin sitt kontrakt fram över säsongen 2026.

## Karriärstatistik
| Klubb              | Säsong             | Liga               | Liga    | Liga | Svenska cupen | Svenska cupen | Övrigt  | Övrigt | Totalt  | Totalt |
| Klubb              | Säsong             | Division           | Matcher | Mål  | Matcher       | Mål           | Matcher | Mål    | Matcher | Mål    |
| ------------------ | ------------------ | ------------------ | ------- | ---- | ------------- | ------------- | ------- | ------ | ------- | ------ |
| Mjällby AIF        | 2010               | Allsvenskan        | 0       | 0    | 0             | 0             | —       | —      | 0       | 0      |
| Mjällby AIF        | 2011               | Allsvenskan        | 0       | 0    | 0             | 0             | —       | —      | 0       | 0      |
| Mjällby AIF        | 2012               | Allsvenskan        | 0       | 0    | 0             | 0             | —       | —      | 0       | 0      |
| Mjällby AIF        | 2013               | Allsvenskan        | 4       | 0    | 0             | 0             | —       | —      | 4       | 0      |
| Mjällby AIF        | Totalt             | Totalt             | 4       | 0    | 0             | 0             | —       | —      | 4       | 0      |
| Husqvarna FF (lån) | 2014               | Superettan         | 8       | 0    | 0             | 0             | —       | —      | 8       | 0      |
| Falkenbergs FF     | 2015               | Allsvenskan        | 0       | 0    | 0             | 0             | —       | —      | 0       | 0      |
| Falkenbergs FF     | 2016               | Allsvenskan        | 13      | 0    | 1             | 0             | —       | —      | 14      | 0      |
| Falkenbergs FF     | Totalt             | Totalt             | 13      | 0    | 1             | 0             | —       | —      | 14      | 0      |
| Västerås SK        | 2017               | Division 1 Norra   | 16      | 0    | 0             | 0             | —       | —      | 16      | 0      |
| Akropolis IF       | 2018               | Division 1 Norra   | 10      | 0    | 2             | 0             | —       | —      | 12      | 0      |
| Akropolis IF       | 2019               | Division 1 Norra   | 15      | 0    | 1             | 0             | —       | —      | 16      | 0      |
| Akropolis IF       | Totalt             | Totalt             | 25      | 0    | 3             | 0             | —       | —      | 28      | 0      |
| IF Brommapojkarna  | 2020               | Ettan Norra        | 29      | 0    | 0             | 0             | 2       | 0      | 31      | 0      |
| IF Brommapojkarna  | 2021               | Ettan Norra        | 3       | 0    | 2             | 0             | —       | —      | 5       | 0      |
| IF Brommapojkarna  | 2022               | Superettan         | 5       | 0    | 3             | 0             | —       | —      | 8       | 0      |
| IF Brommapojkarna  | Totalt             | Totalt             | 37      | 0    | 5             | 0             | 2       | 0      | 44      | 0      |
| Totalt i karriären | Totalt i karriären | Totalt i karriären | 103     | 0    | 9             | 0             | 2       | 0      | 114     | 0      |

1. ↑  Uppflyttningskvalmatcher mot Trelleborgs FF.'"`UNIQ--ref-00000006-QINU`"''"`UNIQ--ref-00000007-QINU`"'